# Gerardus Jacobus Goekoop
Gerardus Jacobus Goekoop (Goedereede, 16 april 1845 - 's-Gravenhage, 7 oktober 1911) was een Nederlands bestuurder, liberaal lid van de Tweede Kamer der Staten-Generaal en lid van de Algemene Rekenkamer.
Gerardus Jacobus Goekoop stamde uit een bestuurdersfamilie in Goedereede, en was de zoon van Cornelis Goekoop en diens nicht, Maria Florina Goekoop. Hij studeerde Romeins en hedendaags recht aan de Hogeschool te Leiden, waar hij in 1870 promoveerde. Vervolgens vestigde hij zich als advocaat in Goedereede.
Van 1872 tot 1904 was Goekoop lid van de Provinciale Staten van Zuid-Holland, en vanaf 1879 tevens van de Gedeputeerde Staten - eerst belast met financiën en toezicht op de gemeentelijke financiën, vanaf 1901 belast met waterstaat. Tussen 1872 en 1879 was hij burgemeester van Goedereede, Sommelsdijk en Stellendam.
In 1884 werd Goekoop voor de eerste keer namens het kiesdistrict Brielle als liberaal gekozen in de Tweede Kamer door de antirevolutionair Alexander de Savornin Lohman te verslaan. In de Kamer was hij een van de marine-woordvoerders van de liberalen, maar was ook deskundig op waterstaatkundig en financieel gebied. Van 1895 tot 1898 zat hij de Staatscommissie inzake de comptabiliteit der rijkswerven voor - na oplevering van het eindrapport in 1898 ontving hij een benoeming tot Ridder in de Orde van de Nederlandse Leeuw. In 1898 leidde een amendement van Goekoop op de Marinebegroting tot het aftreden van de Minister van Oorlog en Marine, Joannes Coenraad Jansen. Per 2 januari 1905 werd Goekoop benoemd tot lid van de Algemene Rekenkamer.
Goekoop trouwde in 1870 te Leiden met Maria Magdalena Catharina Krabbe.

## Tweede Kamer
| Periode                               | Kiesdistrict |
| ------------------------------------- | ------------ |
| 17 november 1884 t/m 20 december 1904 | Brielle      |

- Biografisch Portaal: 93498349
- International Standard Name Identifier: 0000 0003 9264 8316
- Nederlandse Thesaurus van Auteursnamen: 074727338
- Parlement.com: vg09ll141ory
- Virtual International Authority File: 286720536
- WorldCat: E39PBJxMmq6VxBrtFydBb8vWDq